# ثوجابليسين
ثوجابليسين هو عبارة عن سلسلة من المواد الكيميائية المرتبطة بالتروبولون، والتي عُزلت من الأخشاب الصلبة للأشجار التي تنتمي إلى الفصيلة السروية.
تشتهر هذه المركبات بخصائصها المضادة للبكتيريا، والفطريات، والمضادة للأكسدة. وقد كانت مركبات الثوجابليسين هي أولى التروبولونات التي تُحضر صناعيًّا.

## لمحة تاريخية
أكتُشفت مركبات الثوجابليسين في منتصف الثلاثينيات من القرن العشرين، حيث نُقيت من لب أخشاب نبات العفص المطوي، وسُميت باسم شجرة الأرز الأحمر الغربي. عُثر على هذه المركبات أيضًا في مكونات أنواع أخرى من نباتات الفصيلة السروية. 

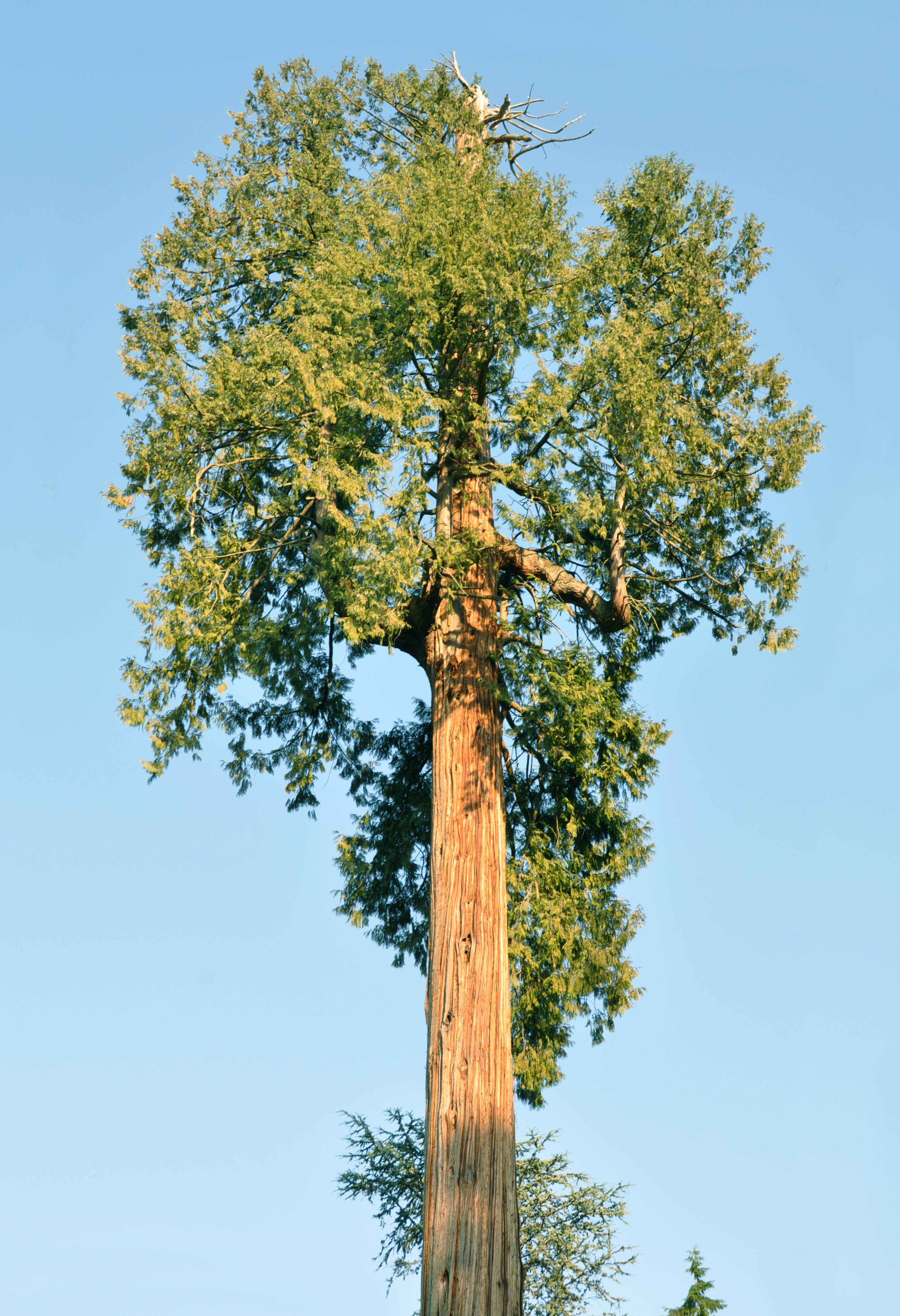
شجرة الأرز الأحمر الغربي التي تنتمي للفصيلة السروية، والتي استُخلص منها مركب الثوجابليسين لأول مرة

كان الثوجابليسين هو أول مركبات التروبولونات الطبيعية التي تُحضر صناعيًا في عام 1936 على يد الكيميائي رالف رافاييل وزملاؤه، وكان مركب البيتا ثوجابليسين هو أول مركب عطري غير بنزينويدي حدده تيتسو نوزوي وزملاؤه. كانت مقاومة لب خشب للشجرة للتحلل هي السبب الرئيسي الذي دفع الباحثين إلى التحقق من محتواه، وتحديد المركبات المسؤولة عن الخصائص المضادة للميكروبات.
اكتسب عقار بيتا ثوجابليسين اهتمامًا علميًا أكبر بدءًا من العقد الأول من القرن الحادي والعشرين. وقد اكتُشف في وقت لاحق نشاط ارتباط البيتا ثوجابليسين بالحديد ولُقب جزيء المركب بشكل مثير للسخرية باسم «جزيء الرجل الحديدي»، لأن الاسم الأول لتيتسو نوزوي يمكن ترجمته إلى اللغة الإنجليزية باسم «الرجل الحديدي».

## النشأة والعزل
اكتُشفت مركبات الثوجابليسين في لب الأخشاب الصلبة للأشجار التي تنتمي إلى الفصيلة السروية، ومنها: الأرز الأحمر الغربي، وسرو تايوان الأبيض، والعرعر الصيني، والعرعر الشائع، وعرعر كاليفورنيا، والعرعر الغربي، والأرز التايواني، والأرز الشمالي الأبيض، والعرعر الأرزي، والأرز الأطلسي، والسرو اللوسيتاني (الأرز الأبيض المكسيكي)، والسرو الأريزوني، والسرو المكناب، والسرو كبير الثمار، والعرعر الشربيني، والأبهل، والتويا، والعفص الغربي، والعفص الستانديشي، والعرعار.
ويمكن إنتاج الثوجابليسين في مزارع خلايا الأنسجة النباتية، كما يمكن استخراجه من الخشب باستخدام المذيبات والموجات فوق الصوتية.